# Агрихан
Агрихан (англ. Agrihan) — остров в архипелаге Марианские острова в Тихом океане. Принадлежит Северным Марианским Островам и входит в состав муниципалитета Северные острова.

## География
Остров Агрихан расположен в северной части архипелага Марианские острова. Омывается водами Тихого океана. В 102 км к северо-западу от острова расположен остров Асунсьон, в 62 км к югу — остров Паган. Ближайший материк, Евразия, находится в 2600 км.
Остров Агрихан, как и другие Марианские острова, имеет вулканическое происхождение и представляет собой овальный вулканический конус, крупнейший в архипелаге и расположенный на вершине 4000-метрового подводного вулкана, второго по высоте на Марианских островах. Вытянутая кальдера, ширина которой составляет 1×2 км, имеет трещину в северо-западной части, через которую лава течёт в сторону океана, образуя лавовую дельту. Последнее извержение вулкана произошло в 1917 году. Берега обрывисты, рельеф гористый. Единственное равнинное место расположено в северной части кальдеры вулкана и на юго-восточном берегу Агрихана. Высшая точка острова достигает 965 м, делая вулкан Агрихан самым высоким на Марианских островах. Площадь острова составляет 43,51 км².
Климат влажный тропический. Остров подвержен вулканическим извержениям и циклонам.
Местная флора представлена преимущественно мискантусом, который произрастает на лугах верхних склонов вулкана, кокосовыми пальмами, хлебным деревом и папайей. В ущельях расположены тропические леса. Почвы плодородные, есть отложения фосфоритов.

## История
Остров Агрихан имеет богатую историю и является единственным постоянно населённым островом к северу от Сайпана. Европейским первооткрывателем острова стал испанец, католический миссионер Диего Луис де Санвиторес (исп. Diego Luis de Sanvitores), открывший Агрихан в 1669 году.
Остров был последним местом противостояния коренного населения Марианских островов, народа чаморро, и испанцев, которые заняли архипелаг в XVII веке. В 1810 году американские и гавайские колонисты основали на острове колонию и занялись выращиванием кокосовых пальм для производства копры. Но вскоре они были изгнаны испанской администрацией.
12 февраля 1899 года Марианские острова были проданы Испанией Германии. В германский период на Агрихане жители занимались производством копры. С 1907 года остров был частью Германской Новой Гвинеи, подчиняясь окружному офицеру Каролинских островов. В период с 1909 по 1912 года на Гугуане вёлся отлов местных птиц для получения перьев, которые впоследствии украшали шляпы японцев и европейцев.
14 октября 1914 года Марианские острова были оккупированы японцами. В 1920 году над островами был установлен мандат Лиги Наций. В годы Второй мировой войны на Агрихане была построена американская военная база.
В 1990 году население Ангрихана было эвакуировано, однако впоследствии часть жителей вернулась обратно на остров.

## Население
В 1990 году население Агрихана было эвакуировано из-за высокой вероятности извержения вулкана, которое так и не произошло. Поэтому вскоре на острове снова появилось поселение (до этого их было четыре), и численность населения составила всего 9 человек.
Местные жители разговаривают одном из микронезийских языков — каролинском.
На 2010 год все острова муниципалитета Северных островов, в том числе и остров Агрихан, необитаемы.